# Kuchnia kantońska

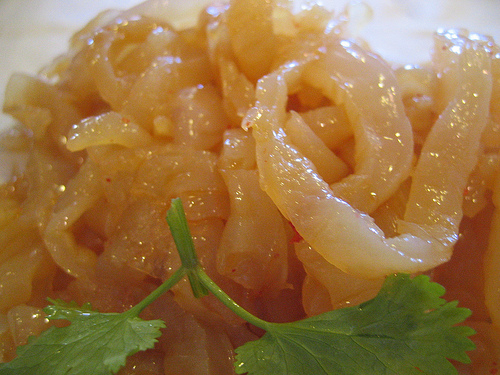
Meduzy po kantońsku

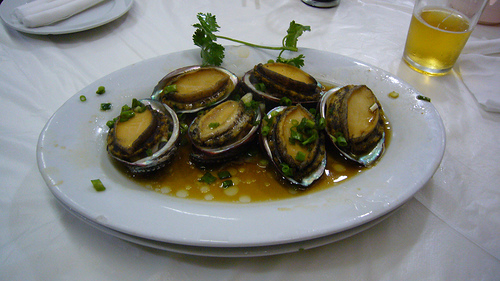
Słuchotki po kantońsku

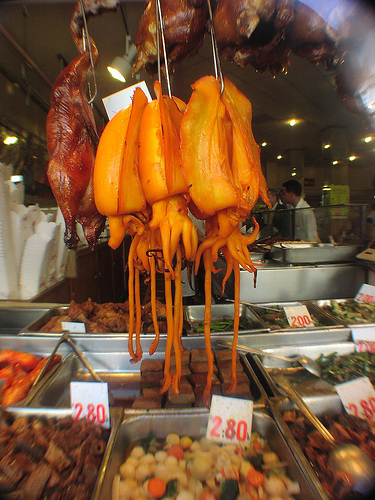
Kalmary

Kuchnia kantońska rozwinęła się w południowych Chinach w prowincji Guangdong. Jest jedną z najbardziej rozpoznawalnych i uchodzi za najlepszą z kuchni chińskich. Została rozpowszechniona na całym świecie przez wielu imigrantów zakładających restauracje na Zachodzie.
Kantońskie dania są bardzo różnorodne. Kantończycy jedzą dosłownie wszystko co nadaje się do zjedzenia, przez co kuchnia ta jest uznawana za dosyć kontrowersyjną. Jest doskonałą dla ludzi z podwyższonym cholesterolem, gdyż do przyrządzania potraw używa się niewielkiej ilości tłuszczów. Są one zwykle pieczone lub gotowane na parze. Jest także oszczędna w stosowaniu przypraw, przez co możemy delektować się prawdziwym, delikatnym smakiem i subtelnymi dodatkami, którymi zwykle są imbir, wino ryżowe, sos sojowy lub sos ostrygowy. W daniach kantońskich spotykamy duże ilości mięsa jak: wołowina, wieprzowina, kurczaki, nie stroni się także od węży, ślimaków, czy drobnych ptaków – wróbli. Rzadko jada się makaron, podstawowym składnikiem każdego posiłku jest ryż. Potrawy są lekko niedogotowane, co zapewnia im niewielkie straty witamin.
Kuchnia kantońska charakteryzuje się wieloma specjalnościami, w których skład wchodzą m.in. suszone kalmary, zupa z płetw rekina, zupa z węża, czy stuletnie jaja. W wielu kantońskich restauracjach klienci mają możliwość wyboru żywych, pływających ryb i innych owoców morza. Najbardziej popularnym i docenianym przez mieszkańców Hongkongu daniem podawanym na śniadanie lub w porze lunchu jest tzw. dim sum, czyli smażone lub przyrządzane na parze przekąski serwowane w bambusowych pojemnikach lub w małych miseczkach, popijane tradycyjnie przygotowywaną herbatą. Kuchnia kantońska lubuje się także w konserwowaniu i suszeniu żywności oraz łączeniu świeżych składników z pasteryzowanymi.